# Plagiostachys parviflora
Plagiostachys parviflora är en enhjärtbladig växtart som först beskrevs av Karel Presl, och fick sitt nu gällande namn av Henry Nicholas Ridley. Plagiostachys parviflora ingår i släktet Plagiostachys och familjen Zingiberaceae.
Artens utbredningsområde är Filippinerna. Inga underarter finns listade i Catalogue of Life.